# 烏傑布諾耶湖 (莫斯科州)
55°29′51″N 39°55′17″E / 55.49750°N 39.92139°E
烏傑布諾耶湖（俄语：Удебное），是俄羅斯的湖泊，位於該國西部，由莫斯科州負責管轄，處於沙圖拉區，長0.52公里、寬0.24公里，面積0.12平方公里，最大水深2.5米。